# Alamis seminigra
Alamis seminigra är en fjärilsart som beskrevs av W. Warren 1913. Alamis seminigra ingår i släktet Alamis och familjen nattflyn. Inga underarter finns listade i Catalogue of Life.